# VfB Kamenz
Der VfB Kamenz war ein deutscher Fußballverein mit Sitz in Kamenz im heutigen Landkreis Bautzen.

## Geschichte
In der Saison 1925/26 gewann VfB Kamenz die Gauliga Oberlausitz des Verband Mitteldeutscher Ballspiel-Vereine. Dadurch qualifizierte sich die Mannschaft für die mitteldeutsche Fußballmeisterschaft 1925/26. Der Verein startete in der ersten Runde und traf auf Dresdner SC. Das Spiel wurde 0:7 verloren.
Im Zuge der Gleichschaltung wurde der VMBV und demzufolge auch die Gauliga Oberlausitz wenige Monate nach der Machtübernahme der Nationalsozialisten im Jahre 1933 aufgelöst. Die Vereine wurden in den Fußballgau Sachsen eingeordnet, erhielten aber keinen Startplatz für die ab 1933 eingeführte erstklassige Gauliga Sachsen. VfB Kamenz wurde in die drittklassige Kreisklasse Oberlausitz einsortiert. Zur Gauliga-Saison 1944/45 gelang dem Verein der Aufstieg in die erstklassige Gauliga, kriegsbedingt zog sich der VfB Kamenz jedoch bereits kurze Zeit nach Beginn der Saison vom Spielbetrieb zurück.
Nach dem Zweiten Weltkrieg wurden wie überall in der sowjetischen Besatzungszone auch in Kamenz alle Sportvereine verboten. Sportwettkämpfe durften zunächst nur auf Kreisebene mit locker organisierten Sportgemeinschaften durchgeführt werden. Solche Sportgemeinschaften bildeten sich auch in Kamenz, aus denen nach der Einführung des Systems der Betriebssportgemeinschaften (BSG) unter anderem die BSG Einheit Kamenz entstand.

## Erfolge
- Gaumeister Oberlausitz: 1925/26
- Teilnahme an der mitteldeutschen Fußballmeisterschaft: 1925/26 (1. Runde)
- Teilnahme an der Gauliga Sachsen: 1944/45